# Muzyka obrzędowa
Muzyka obrzędowa – rodzaj muzyki użytkowej towarzyszącej obrzędom religijnym od czasów przedhistorycznych. Niektóre teorie na temat genezy muzyki wywodziły jej powstanie z podniosłych recytacji i z rytmicznych zawołań podczas obrzędów. Za słusznością tej teorii przemawiać może fakt, iż muzyka obrzędowa znana jest we wszystkich kulturach i religiach. W założeniu ma ona służyć wielbieniu Boga, lub lepszemu skupieniu się na modlitwie i koncentracji. W krajach cywilizacji łacińskiej przejawia się w twórczości kompozytorów związanych z religiami chrześcijańskimi, chociaż znaczący wpływ na jej początki miały śpiewy synagogalne i muzyka arabska. W muzyce kościoła wschodniego dominuje śpiew wielogłosowy, w kościele zachodnim (rzymskokatolickim) muzyka liturgiczna przez stulecia pozostawała skodyfikowanym systemem jednogłosowych pieśni i modlitw – chorał gregoriański. Także reformacja wprowadziła zmiany w dziedzinie muzyki obrzędowej – chorał luterański, pieśni kalwińskie itp. Muzyka obrzędowa tworzona i uprawiana jest do dziś, także w Kościołach protestanckich (np. gospel, praise & worship i in.).